# Ryszard Zaorski
Pour les articles homonymes, voir Zaorski.
Daniel Ryszard Zaorski, connu comme Ryszard Zaorski est un acteur polonais de théâtre, de cinéma et de télévision né le 27 mars 1928 à Loutsk et mort le 14 octobre 2019 à Katowice.
Il a joué plus de 300 rôles au théâtre et une trentaine de rôles au cinéma. Il était l'un des acteurs les plus connus du Théâtre de Silésie (Teatr Śląski im. Stanisława Wyspiańskiego) de Katowice qu'il a rejoint en 1958.

## Biographie
Ryszard Zaorski naît à Loutsk (en polonais, Łuck) aujourd'hui en Ukraine, dans l'oblast de Volhynie. Pendant la Seconde Guerre mondiale, il prend part à l'Insurrection de Varsovie en tant qu'éclaireur dans les « Szare Szeregi » (en français littéralement « Rangs Gris »), nom de code de l'Association des scouts de Pologne (Związek Harcerstwa Polskiego).
Il commence sa carrière théâtrale en 1950, après l'obtention de son diplôme de l'École nationale supérieure de théâtre Ludwik-Solski de Cracovie. Il se produit ensuite au Théâtre Stary à Cracovie (1950-54), au Théâtre de Silésie à Katowice (1958-63, 1968-77, 1979-80 et 1982-96), au Théâtre polonais (pl) à Bielsko-Biała (1963-65 et 1967-68), au Théâtre Zagłębie (pl) à Sosnowiec (1965-67 et 1977-78), au Théâtre Polski (en polonais : Teatr Polski im. Arnolda Szyfmana w Warszawie) à Varsovie (1978-79) et au théâtre populaire de Cracovie (1980-82).
Il est également apparu dans près d'une vingtaine de productions théâtrales à la télévision.
En 2011, il a célébré le 60e anniversaire de sa carrière artistique. En mars 2018, le Teatr Śląski a fêté son 90e anniversaire sur la Grande scène.
Au cours de sa carrière, il a reçu de nombreux prix, distinctions et décorations, dont la Croix du Mérite (1972), le Masque d'argent décerné par les lecteurs du quotidien Wieczór Śląski pour le rôle de Józef Szwejk (1975), la Croix de chevalier de l'Ordre Polonia Restituta (1975), le Masque d'or pour les rôles du Prince Gabriel K. dans Le Rêve de l'oncle de Fiodor Dostoïevski et d'Edek dans Tango de Sławomir Mrożek (1988), la Croix d'officier de l'de l'Ordre Polonia Restituta (1996) et la médaille de bronze pour le mérite à la culture Gloria Artis (2006).
Ryszard Zaorski meurt le 14 octobre 2019 à Katowice à l'âge de 91 ans. Il est inhumé dans le cimetière de la rue Francuska à Katowice.

## Filmographie partielle

### Cinéma
| Année | Titre                          | Rôle                                             | Réalisateur                   |
| ----- | ------------------------------ | ------------------------------------------------ | ----------------------------- |
| 1951  | Gromada                        |                                                  | Jerzy Kawalerowicz            |
| 1962  | Czarne skrzydła                |                                                  | Ewa Petelska Czesław Petelski |
| 1965  | Lenin w Polsce                 |                                                  | Sergiusz Jutkiewicz           |
| 1969  | Sól ziemi czarnej              | un insurgé                                       | Kazimierz Kutz                |
| 1971  | Perła w koronie                |                                                  | Kazimierz Kutz                |
| 1977  | Okrągły tydzień                | le pitre                                         | Tadeusz Kijański              |
| 1979  | Ojciec królowej                |                                                  | Wojciech Solarz               |
| 1982  | Karczma na bagnach             | un paysan affamé qui a été aidé par Gierałtowski | Zygmunt Lech                  |
| 1983  | Na straży swej stać będę       |                                                  | Kazimierz Kutz                |
| 1983  | Żeniac                         | le médecin                                       | Janusz Kidawa                 |
| 1986  | Komedianci z wczorajszej ulicy |                                                  | Janusz Kidawa                 |
| 1986  | Magnat                         |                                                  | Filip Bajon                   |
| 1988  | Desperacja                     |                                                  | Zbigniew Kuźmiński            |
| 1989  | Gdańsk 39                      |                                                  | Zbigniew Kuźmiński            |
| 2001  | Angelus                        | le valet de chambre                              | Lech Majewski                 |
| 2005  | Diabeł                         | le prêtre                                        | Tomasz Szafrański             |

### Télévision
| Année | Titre                               | Rôle                                           | Remarques                                                      |
| ----- | ----------------------------------- | ---------------------------------------------- | -------------------------------------------------------------- |
| 1976  | Próba ognia                         | l'ouvrier Rudolf                               | réalisation : Marek Wortman                                    |
| 1978  | Życie na gorąco                     | Jacek                                          | épisode Thessalonique                                          |
| 1979  | Małgorzata                          |                                                | réalisation : Danuta Kępczyńska                                |
| 1979  | Przyjaciele                         |                                                | épisode « La Propreté » (Czystość)                             |
| 1979  | Tajemnica Enigmy                    | membre du tribunal des pairs jugeant Brochwitz | épisode « Désactivé du jeu » (Wyłączeni z gry)                 |
| 1980  | Dom                                 |                                                | épisode « Plus de 200 jeudis » (Ponad 200 czwartków)           |
| 1981  | Najdłuższa wojna nowoczesnej Europy |                                                | épisode « Victoire sans chefs » (Zwycięstwo bez wodzów)        |
| 1982  | Odlot                               |                                                |                                                                |
| 1982  | Blisko, coraz bliżej                |                                                | épisode « Des étrangers parmi les siens. L'année 1914 »        |
| 1986  | Biała wizytówka                     |                                                | épisodes « Arbre au-dessus de la forêt » et « Société Ruberg » |
| 1988  | Pogranicze w ogniu                  |                                                |                                                                |
| 2001  | Święta wojna                        | le vieux plombier                              | épisode « Le Plombier »                                        |

## Crédit d'auteurs
- (pl) Cet article est partiellement ou en totalité issu de l’article de Wikipédia en polonais intitulé « Ryszard Zaorski » (voir la liste des auteurs).